# Lijst van rijksmonumenten aan de Nieuwezijds Voorburgwal
Een overzicht van de 128 rijksmonumenten aan de Nieuwezijds Voorburgwal in Amsterdam.
| Object | Oorspronkelijke functie?                                 | Bouwjaar                       | Architect                         | Locatie                            | Coördinaten?                  | Nr.?   | Afbeelding                                                                               |
| --- | -------------------------------------------------------- | ------------------------------ | --------------------------------- | ---------------------------------- | ----------------------------- | ------ | ---------------------------------------------------------------------------------------- |
| Hoekhuis met klokgevel en overgebouwde zijgevel met gebeeldhouwd trapvenster en gesneden dakkapel                     | Gebouw                                                   | 17e/18e eeuw                   |                                   | Nieuwezijds Voorburgwal 3          | 52° 22' 39" NB, 4° 53' 44" OL | 5909   | Meer afbeeldingen                                                                        |
| Pand met pilastergevel onder hals met fronton                                                                         | Gebouw                                                   | 17e/18e/19e eeuw               |                                   | Nieuwezijds Voorburgwal 5          | 52° 22' 39" NB, 4° 53' 44" OL | 5910   | Meer afbeeldingen                                                                        |
| Hoekhuisje met gevel onder rechte lijst                                                                               | Gebouw                                                   | 17e/19e eeuw                   |                                   | Nieuwezijds Voorburgwal 25         | 52° 22' 36" NB, 4° 53' 42" OL | 5911   | Meer afbeeldingen                                                                        |
| Pakhuis met gevel onder triglyfenlijst                                                                                | Gebouw                                                   | laatste kwart 18e eeuw         |                                   | Nieuwezijds Voorburgwal 27         | 52° 22' 36" NB, 4° 53' 42" OL | 5912   | Pakhuis met gevel onder triglyfenlijst                                                   |
| Huis met klokgevel | Gebouw                                                   | 17e/18e eeuw                   |                                   | Nieuwezijds Voorburgwal 29         | 52° 22' 36" NB, 4° 53' 41" OL | 5913   | Meer afbeeldingen                                                                        |
| Pand met trapgevel | Gebouw                                                   | 17e eeuw                       |                                   | Nieuwezijds Voorburgwal 31         | 52° 22' 36" NB, 4° 53' 41" OL | 5914   | Pand met trapgevel                                                                       |
| Pand met halsgevel | Woonhuis                                                 | tweede helft 17e eeuw          |                                   | Nieuwezijds Voorburgwal 45         | 52° 22' 34" NB, 4° 53' 37" OL | 5915   | Pand met halsgevel                                                                       |
| Pand met gevel onder rollagentop                                                                                      | Woonhuis                                                 | 17e/19e eeuw                   |                                   | Nieuwezijds Voorburgwal 47         | 52° 22' 34" NB, 4° 53' 37" OL | 5916   | Meer afbeeldingen                                                                        |
| Pand met vierraamsgevel onder gesneden lijst met fronton, met gesneden pui en deurpartij                              | Gebouw                                                   | 18e eeuw                       |                                   | Nieuwezijds Voorburgwal 49         | 52° 22' 34" NB, 4° 53' 37" OL | 5917   | Meer afbeeldingen                                                                        |
| Pand met gevel onder rechte lijst met triglyfen                                                                       | Gebouw                                                   | 18e/19e eeuw                   |                                   | Nieuwezijds Voorburgwal 53H        | 52° 22' 33" NB, 4° 53' 37" OL | 5918   | Meer afbeeldingen                                                                        |
| Pand met gevel onder verhoogde lijst met consoles, (xixa?                                                             | Gebouw                                                   | eerste kwart 19e eeuw          |                                   | Nieuwezijds Voorburgwal 55         | 52° 22' 33" NB, 4° 53' 36" OL | 5919   | Meer afbeeldingen                                                                        |
| Hoekhuis onder schilddak met vijfraamsgevel onder rechte lijst                                                        | Gebouw                                                   | 18e eeuw                       |                                   | Nieuwezijds Voorburgwal 57         | 52° 22' 33" NB, 4° 53' 36" OL | 5920   | Meer afbeeldingen                                                                        |
| Hoekhuis met gevel onder rechte lijst                                                                                 | Gebouw                                                   | eerste helft 19e eeuw          |                                   | Nieuwezijds Voorburgwal 63         | 52° 22' 32" NB, 4° 53' 35" OL | 5921   | Meer afbeeldingen                                                                        |
| Hoekhuis met dubbelgeknikte halsgevel                                                                                 | Gebouw                                                   | laatste helft 17e eeuw         |                                   | Nieuwezijds Voorburgwal 65         | 52° 22' 32" NB, 4° 53' 35" OL | 5922   | Meer afbeeldingen                                                                        |
| Pand met gevel onder rechte lijst                                                                                     | Gebouw                                                   | eerste helft 19e eeuw          |                                   | Nieuwezijds Voorburgwal 67         | 52° 22' 32" NB, 4° 53' 34" OL | 5923   | Meer afbeeldingen                                                                        |
| 't Kasteel van Aemstel                                                                                                | Nijverheid                                               | 1904-1905                      |                                   | Nieuwezijds Voorburgwal 67         | 52° 22' 32" NB, 4° 53' 35" OL | 518330 | Meer afbeeldingen                                                                        |
| Makelaarsgildehuis (Makelaers Comptoir)                                                                               | Handel en kantoor                                        | 1633                           |                                   | Nieuwezijds Voorburgwal 75         | 52° 22' 31" NB, 4° 53' 34" OL | 5924   | Meer afbeeldingen                                                                        |
| Hoekpand, pakhuis met trapeziumgevel                                                                                  | Gebouw                                                   | 18e eeuw                       |                                   | Nieuwezijds Voorburgwal 87         | 52° 22' 30" NB, 4° 53' 32" OL | 5925   | Meer afbeeldingen                                                                        |
| Pand met gevel onder latere punttop                                                                                   | Gebouw                                                   | 17e eeuw                       |                                   | Nieuwezijds Voorburgwal 89         | 52° 22' 30" NB, 4° 53' 32" OL | 5926   | Meer afbeeldingen                                                                        |
| Pand met klokgevel | Gebouw                                                   | 18e eeuw                       |                                   | Nieuwezijds Voorburgwal 91         | 52° 22' 30" NB, 4° 53' 32" OL | 5927   | Meer afbeeldingen                                                                        |
| Huis met gevel onder rechte lijst                                                                                     | Gebouw                                                   | eerste helft 19e eeuw          |                                   | Nieuwezijds Voorburgwal 91         | 52° 22' 30" NB, 4° 53' 32" OL | 5928   | Meer afbeeldingen                                                                        |
| Hoekhuis met gevel onder rechte lijst                                                                                 | Gebouw                                                   | 17e/19e eeuw                   |                                   | Nieuwezijds Voorburgwal 91         | 52° 22' 29" NB, 4° 53' 31" OL | 5929   | Meer afbeeldingen                                                                        |
| Pakhuis met gevel onder punttop                                                                                       | Opslag                                                   | 17e/19e eeuw                   |                                   | Nieuwezijds Voorburgwal 99         | 52° 22' 29" NB, 4° 53' 31" OL | 5930   | Meer afbeeldingen                                                                        |
| Pand met halsgevel | Gebouw                                                   | 18e eeuw                       |                                   | Nieuwezijds Voorburgwal 101        | 52° 22' 29" NB, 4° 53' 31" OL | 5931   | Meer afbeeldingen                                                                        |
| Pand met gevel onder gebeeldhouwde lijstvormige top                                                                   | Woonhuis                                                 | ca. 1750                       |                                   | Nieuwezijds Voorburgwal 103        | 52° 22' 28" NB, 4° 53' 30" OL | 5932   | Meer afbeeldingen                                                                        |
| Pand met gevel onder rollagentop                                                                                      | Gebouw                                                   | 17e/19e/20e eeuw               |                                   | Nieuwezijds Voorburgwal 105        | 52° 22' 28" NB, 4° 53' 30" OL | 5933   | Meer afbeeldingen                                                                        |
| Pand met klokgevel | Gebouw                                                   | derde kwart 18e eeuw           |                                   | Nieuwezijds Voorburgwal 115        | 52° 22' 28" NB, 4° 53' 30" OL | 5934   | Meer afbeeldingen                                                                        |
| Pand met halsgevel | Gebouw                                                   | 18e eeuw                       |                                   | Nieuwezijds Voorburgwal 117        | 52° 22' 28" NB, 4° 53' 30" OL | 5935   | Meer afbeeldingen                                                                        |
| Pand met klokgevel | Gebouw                                                   | derde kwart 18e eeuw           |                                   | Nieuwezijds Voorburgwal 119A       | 52° 22' 28" NB, 4° 53' 30" OL | 5936   | Meer afbeeldingen                                                                        |
| Klein om en in een steunbeer van het noordertransept van de nieuwe kerk gebouwd pandje                                | Gebouw                                                   | 18e eeuw                       |                                   | Nieuwezijds Voorburgwal bij 127    | 52° 22' 27" NB, 4° 53' 30" OL | 5937   | Meer afbeeldingen                                                                        |
| Zes vensters breed pand tegen de nieuwe kerk                                                                          | Gebouw                                                   | 19e eeuw                       |                                   | Nieuwezijds Voorburgwal 127        | 52° 22' 27" NB, 4° 53' 29" OL | 5938   | Meer afbeeldingen                                                                        |
| Pand onder schilddak tegen de nieuwe kerk met een vleugelstukje aan het linkeruiteinde van de gevel                   | Gebouw                                                   | derde kwart 17e eeuw           |                                   | Nieuwezijds Voorburgwal 133        | 52° 22' 26" NB, 4° 53' 29" OL | 5939   | Meer afbeeldingen                                                                        |
| Nieuwe Kerk | Kerk en kerkonderdeel                                    | 15e/16e eeuw                   |                                   | Nieuwezijds Voorburgwal 143        | 52° 22' 26" NB, 4° 53' 28" OL | 5940   | Meer afbeeldingen                                                                        |
| Lantaarns | Straatmeubilair                                          | 1844                           | Martinus Gerardus Tétar van Elven | Nieuwezijds Voorburgwal bij 147    | 52° 22' 31" NB, 4° 53' 31" OL | 518420 | Meer afbeeldingen                                                                        |
| Huis met halsgevel | Gebouw                                                   | 17e/18e eeuw                   |                                   | Nieuwezijds Voorburgwal 12         | 52° 22' 38" NB, 4° 53' 42" OL | 5959   | Meer afbeeldingen                                                                        |
| Huis grotendeels goede roedenverdeling                                                                                | Gebouw                                                   | 17e/18e eeuw                   |                                   | Nieuwezijds Voorburgwal 14         | 52° 22' 38" NB, 4° 53' 41" OL | 5960   | Meer afbeeldingen                                                                        |
| Pakhuis met puntgevel en hoge houten pui                                                                              | Gebouw                                                   | 18e eeuw                       |                                   | Nieuwezijds Voorburgwal 16         | 52° 22' 38" NB, 4° 53' 41" OL | 5961   | Meer afbeeldingen                                                                        |
| Pakhuis met klokgevel waarin twee oeils-de-boeuf                                                                      | Gebouw                                                   | derde kwart 18e eeuw           |                                   | Nieuwezijds Voorburgwal 18         | 52° 22' 38" NB, 4° 53' 41" OL | 5962   | Meer afbeeldingen                                                                        |
| Pakhuis met klokgevel                                                                                                 | Gebouw                                                   | derde kwart 18e eeuw           |                                   | Nieuwezijds Voorburgwal 20         | 52° 22' 38" NB, 4° 53' 41" OL | 5963   | Meer afbeeldingen                                                                        |
| Pand met gevel onder rollagentop met afdeklijst                                                                       | Gebouw                                                   | 18e/19e eeuw                   |                                   | Nieuwezijds Voorburgwal 22         | 52° 22' 38" NB, 4° 53' 41" OL | 5964   | Pand met gevel onder rollagentop met afdeklijst                                          |
| Pakhuis met puntgevel                                                                                                 | Gebouw                                                   | derde kwart 18e eeuw           |                                   | Nieuwezijds Voorburgwal 24         | 52° 22' 38" NB, 4° 53' 40" OL | 5965   | Pakhuis met puntgevel                                                                    |
| Pakhuis met puntgevel                                                                                                 | Gebouw                                                   | derde kwart 18e eeuw           |                                   | Nieuwezijds Voorburgwal 26         | 52° 22' 37" NB, 4° 53' 40" OL | 5966   | Pakhuis met puntgevel                                                                    |
| Pand met klokgevel | Gebouw                                                   | derde kwart 18e eeuw           |                                   | Nieuwezijds Voorburgwal 38         | 52° 22' 37" NB, 4° 53' 39" OL | 5967   | Meer afbeeldingen                                                                        |
| Pand met gevel onder rechte lijst                                                                                     | Gebouw                                                   | eerste kwart 19e eeuw          |                                   | Nieuwezijds Voorburgwal 42         | 52° 22' 36" NB, 4° 53' 38" OL | 5968   | Meer afbeeldingen                                                                        |
| Hoekpand met halsgevel                                                                                                | Gebouw                                                   | 17e/18e eeuw                   |                                   | Nieuwezijds Voorburgwal 44         | 52° 22' 36" NB, 4° 53' 38" OL | 5969   | Meer afbeeldingen                                                                        |
| Hoekhuis met gevel onder rechte lijst met triglyfen                                                                   | Gebouw                                                   | ca. 1800                       |                                   | Nieuwezijds Voorburgwal 46         | 52° 22' 36" NB, 4° 53' 38" OL | 5970   | Meer afbeeldingen                                                                        |
| De Standaard | Handel en kantoor tussen 1917 en 1965 (kranten)drukkerij | 1912-1913                      | Jac. Duncker August Biebricher    | Nieuwezijds Voorburgwal 56A T/M G  | 52° 22' 35" NB, 4° 53' 36" OL | 518496 | Meer afbeeldingen                                                                        |
| Huis, vanwege de zandstenen onderdelen van de gevelhals                                                               | Gebouw                                                   | tweede kwart 18e eeuw          |                                   | Nieuwezijds Voorburgwal 62         | 52° 22' 35" NB, 4° 53' 36" OL | 5971   | Huis, vanwege de zandstenen onderdelen van de gevelhals                                  |
| Hoog pakhuis met gevel onder rechte lijst                                                                             | Gebouw                                                   | eind 18e eeuw                  |                                   | Nieuwezijds Voorburgwal 64         | 52° 22' 35" NB, 4° 53' 36" OL | 5972   | Hoog pakhuis met gevel onder rechte lijst                                                |
| Zeer smal, hoog pakhuis met gevel onder rechte lijst                                                                  | Gebouw                                                   | 18e/19e eeuw                   |                                   | Nieuwezijds Voorburgwal 64A        | 52° 22' 35" NB, 4° 53' 36" OL | 5570   | Zeer smal, hoog pakhuis met gevel onder rechte lijst                                     |
| Huis Osnabrugge | Gebouw                                                   | 1666                           |                                   | Nieuwezijds Voorburgwal 66         | 52° 22' 35" NB, 4° 53' 36" OL | 5973   | Meer afbeeldingen                                                                        |
| Huis, vanwege het zandstenen festoen en dito jaartallint in de topgevel                                               | Gebouw                                                   | 1688                           |                                   | Nieuwezijds Voorburgwal 72A        | 52° 22' 34" NB, 4° 53' 35" OL | 5974   | Huis, vanwege het zandstenen festoen en dito jaartallint in de topgevel                  |
| Pand met gevel onder rechte lijst                                                                                     | Gebouw                                                   | midden 19e eeuw                |                                   | Nieuwezijds Voorburgwal 76         | 52° 22' 34" NB, 4° 53' 35" OL | 5975   | Pand met gevel onder rechte lijst                                                        |
| Dubbel huis met gepleisterde gevel onder rechte lijst met consoles                                                    | Gebouw                                                   | 18e/19e eeuw                   |                                   | Nieuwezijds Voorburgwal 78         | 52° 22' 34" NB, 4° 53' 35" OL | 5976   | Dubbel huis met gepleisterde gevel onder rechte lijst met consoles                       |
| Pand met tot puntgevel gewijzigd trapgeveltje                                                                         | Gebouw                                                   | eerste kwart 17e eeuw          |                                   | Nieuwezijds Voorburgwal 80         | 52° 22' 34" NB, 4° 53' 34" OL | 5977   | Pand met tot puntgevel gewijzigd trapgeveltje                                            |
| Huis met gevel onder rollagentop                                                                                      | Gebouw                                                   | 17e eeuw en ouder              |                                   | Nieuwezijds Voorburgwal 84         | 52° 22' 33" NB, 4° 53' 34" OL | 5978   | Meer afbeeldingen                                                                        |
| Pand met pilastergevel onder punttop                                                                                  | Gebouw                                                   | midden 17e eeuw en ouder       |                                   | Nieuwezijds Voorburgwal 86         | 52° 22' 33" NB, 4° 53' 34" OL | 5979   | Meer afbeeldingen                                                                        |
| Pand met gevel onder verhoogde lijst met consoles                                                                     | Gebouw                                                   | tweede kwart 18e eeuw en ouder |                                   | Nieuwezijds Voorburgwal 92         | 52° 22' 33" NB, 4° 53' 33" OL | 5980   | Pand met gevel onder verhoogde lijst met consoles                                        |
| Pand met gevel onder rechte lijst                                                                                     | Gebouw                                                   | tweede kwart 18e eeuw en ouder |                                   | Nieuwezijds Voorburgwal 94A        | 52° 22' 33" NB, 4° 53' 33" OL | 5981   | Pand met gevel onder rechte lijst                                                        |
| In twee fasen tot stand gekomen kantoorgebouw van de firma crone                                                      | Handel en kantoor                                        | 1910                           |                                   | Nieuwezijds Voorburgwal 104        | 52° 22' 32" NB, 4° 53' 31" OL | 518464 | Meer afbeeldingen                                                                        |
| Candida | Handel en kantoor                                        | 1931-1932                      |                                   | Nieuwezijds Voorburgwal 120        | 52° 22' 31" NB, 4° 53' 30" OL | 518442 | Meer afbeeldingen                                                                        |
| Pand met gevel onder rechte klossenlijst met twee consoles midden                                                     | Gebouw                                                   | 19e eeuw                       |                                   | Nieuwezijds Voorburgwal 132        | 52° 22' 30" NB, 4° 53' 30" OL | 5982   | Pand met gevel onder rechte klossenlijst met twee consoles midden                        |
| Pand met klokgeveltje, woonhuizen. Afgebrand in de nacht van 10 juni 2012                                             | Gebouw                                                   | tegen 1750                     |                                   | Nieuwezijds Voorburgwal 138        | 52° 22' 30" NB, 4° 53' 29" OL | 5983   | Meer afbeeldingen                                                                        |
| Pand met gevel onder rechte lijst                                                                                     | Gebouw                                                   | 18e/19e eeuw                   |                                   | Nieuwezijds Voorburgwal 148        | 52° 22' 29" NB, 4° 53' 29" OL | 5984   | Meer afbeeldingen                                                                        |
| Pand met gevel onder gesneden lijst met consoles                                                                      | Gebouw                                                   | 18e/19e eeuw                   |                                   | Nieuwezijds Voorburgwal 152        | 52° 22' 29" NB, 4° 53' 28" OL | 5985   | Meer afbeeldingen                                                                        |
| Pand met in | Gebouw                                                   | 18e/20e eeuw                   |                                   | Nieuwezijds Voorburgwal 156        | 52° 22' 29" NB, 4° 53' 28" OL | 5986   | Meer afbeeldingen                                                                        |
| Kantoorgebouw | Handel en kantoor                                        | 1888-1889                      | A.L. van Gendt                    | Nieuwezijds Voorburgwal 162        | 52° 22' 28" NB, 4° 53' 27" OL | 518445 | Meer afbeeldingen                                                                        |
| Pand met halsgevel | Gebouw                                                   | 18e eeuw                       |                                   | Nieuwezijds Voorburgwal 172        | 52° 22' 27" NB, 4° 53' 27" OL | 5987   | Meer afbeeldingen                                                                        |
| Hotel-Restaurant "Die Port van Cleve"                                                                                 | Gebouw                                                   | 1888                           |                                   | Nieuwezijds Voorburgwal 178        | 52° 22' 26" NB, 4° 53' 26" OL | 5988   | Meer afbeeldingen                                                                        |
| Voormalig Hoofdpostkantoor, nu Magna Plaza                                                                            | Gebouw                                                   | 1895-1888                      | C.H. Peters                       | Nieuwezijds Voorburgwal 182        | 52° 22' 26" NB, 4° 53' 25" OL | 5989   | Meer afbeeldingen                                                                        |
| Paleis op de Dam | Gebouw                                                   | 1648-1665                      | Jacob van Campen                  | Nieuwezijds Voorburgwal 147        | 52° 22' 23" NB, 4° 53' 28" OL | 5941   | Meer afbeeldingen                                                                        |
| Hoekhuis onder schilddak met omlopende rechte daklijst                                                                | Gebouw                                                   | 17e/19e eeuw                   |                                   | Nieuwezijds Voorburgwal 149        | 52° 22' 21" NB, 4° 53' 27" OL | 5942   | Meer afbeeldingen                                                                        |
| Pand met gevel onder rechte lijst                                                                                     | Gebouw                                                   | 18e/19e eeuw                   |                                   | Nieuwezijds Voorburgwal            | 52° 22' 21" NB, 4° 53' 27" OL | 5943   | Meer afbeeldingen                                                                        |
| Pand met klokgevel met vaas                                                                                           | Gebouw                                                   | tweede kwart 18e eeuw          |                                   | Nieuwezijds Voorburgwal 159        | 52° 22' 20" NB, 4° 53' 28" OL | 5944   | Meer afbeeldingen                                                                        |
| Pand met gevel onder gesneden rechte lijst                                                                            | Gebouw                                                   | laatste kwart 18e eeuw         |                                   | Nieuwezijds Voorburgwal 161        | 52° 22' 20" NB, 4° 53' 28" OL | 5945   | Meer afbeeldingen                                                                        |
| Voormalig politieposthuisje                                                                                           | Overheidsgebouw                                          | 1896                           | Publieke Werken                   | Nieuwezijds Voorburgwal 277        | 52° 22' 16" NB, 4° 53' 27" OL | 518474 | Meer afbeeldingen                                                                        |
| Huis met incomplete halsgevel                                                                                         | Gebouw                                                   | eerste helft 18e eeuw          |                                   | Nieuwezijds Voorburgwal 289        | 52° 22' 16" NB, 4° 53' 28" OL | 5952   | Meer afbeeldingen                                                                        |
| Achterste (thans oudste) deel van Modemagazijn Gerzon                                                                 | Gebouw                                                   | 1915                           |                                   | Nieuwezijds Voorburgwal 301        | 52° 22' 15" NB, 4° 53' 28" OL | 5953   | Achterste (thans oudste) deel van Modemagazijn Gerzon                                    |
| Concordia | Nijverheid                                               | 1900-1901                      | A. Jacot en W. Oldewelt           | Nieuwezijds Voorburgwal 323        | 52° 22' 15" NB, 4° 53' 26" OL | 518328 | Meer afbeeldingen                                                                        |
| Hoekhuis onder schilddak                                                                                              | Gebouw                                                   | mogelijk 18e eeuw              |                                   | Nieuwezijds Voorburgwal 353        | 52° 22' 14" NB, 4° 53' 25" OL | 5954   | Meer afbeeldingen                                                                        |
| Huis met trapgevel in z.g. "Oudhollandse" neorenaissancestijl                                                         | Gebouw                                                   | 1885                           |                                   | Nieuwezijds Voorburgwal 383        | 52° 22' 9" NB, 4° 53' 22" OL  | 5958   | Meer afbeeldingen                                                                        |
| Hoekhuis met halsgevel                                                                                                | Gebouw                                                   | tweede kwart 18e eeuw          |                                   | Nieuwezijds Voorburgwal 228A       | 52° 22' 20" NB, 4° 53' 25" OL | 5990   | Meer afbeeldingen                                                                        |
| Pand met gevel met bekroning in de vorm van een klokvormig topje tussen twee balustrades                              | Gebouw                                                   | tweede kwart 18e eeuw          |                                   | Nieuwezijds Voorburgwal 230A       | 52° 22' 20" NB, 4° 53' 25" OL | 5991   | Pand met gevel met bekroning in de vorm van een klokvormig topje tussen twee balustrades |
| Pand met gevel met bekroning in de vorm van een klokvormig topje tussen twee balustrades                              | Gebouw                                                   | tweede kwart 18e eeuw          |                                   | Nieuwezijds Voorburgwal 230A       | 52° 22' 20" NB, 4° 53' 25" OL | 5992   | Meer afbeeldingen                                                                        |
| kantoor Algemeen Handelsblad                                                                                          | Nijverheid                                               | 1902-1903                      | Eduard Cuypers                    | Nieuwezijds Voorburgwal 232A t/m H | 52° 22' 20" NB, 4° 53' 24" OL | 518327 | Meer afbeeldingen                                                                        |
| Pand met halsgevel | Gebouw                                                   | ca. 1750                       |                                   | Nieuwezijds Voorburgwal 242        | 52° 22' 19" NB, 4° 53' 25" OL | 5993   | Meer afbeeldingen                                                                        |
| Pand met halsgevel | Gebouw                                                   | 1743                           |                                   | Nieuwezijds Voorburgwal 248        | 52° 22' 19" NB, 4° 53' 25" OL | 5994   | Meer afbeeldingen                                                                        |
| Pand met halsgevel | Gebouw                                                   | tweede kwart 18e eeuw          |                                   | Nieuwezijds Voorburgwal 250        | 52° 22' 19" NB, 4° 53' 25" OL | 5995   | Meer afbeeldingen                                                                        |
| Huis met 18e-eeuwse, in de 19e eeuw gewijzigde gevel onder 19e-eeuwse rechte lijst                                    | Gebouw                                                   | 18e/19e eeuw                   |                                   | Nieuwezijds Voorburgwal 256        | 52° 22' 19" NB, 4° 53' 25" OL | 5996   | Huis met 18e-eeuwse, in de 19e eeuw gewijzigde gevel onder 19e-eeuwse rechte lijst       |
| Pand met gevel onder verhoogde lijst met triglyfen                                                                    | Gebouw                                                   | 18e eeuw                       |                                   | Nieuwezijds Voorburgwal 258        | 52° 22' 18" NB, 4° 53' 25" OL | 5997   | Pand met gevel onder verhoogde lijst met triglyfen                                       |
| Pand met gevel onder rechte lijst                                                                                     | Gebouw                                                   | 18e/19e eeuw                   |                                   | Nieuwezijds Voorburgwal 260        | 52° 22' 18" NB, 4° 53' 25" OL | 5998   | Pand met gevel onder rechte lijst                                                        |
| Hoekhuis met halsgevel                                                                                                | Gebouw                                                   | 1688                           |                                   | Nieuwezijds Voorburgwal 264        | 52° 22' 18" NB, 4° 53' 24" OL | 5999   | Meer afbeeldingen                                                                        |
| Pand met gevel onder rechte lijst                                                                                     | Gebouw                                                   | ca. 1800                       |                                   | Nieuwezijds Voorburgwal 266        | 52° 22' 17" NB, 4° 53' 25" OL | 6000   | Meer afbeeldingen                                                                        |
| Pand met gevel onder rechte lijst                                                                                     | Gebouw                                                   | 17e/19e eeuw                   |                                   | Nieuwezijds Voorburgwal 268        | 52° 22' 17" NB, 4° 53' 24" OL | 6001   | Meer afbeeldingen                                                                        |
| Pand met halsgevel | Gebouw                                                   | eerste kwart 18e eeuw          |                                   | Nieuwezijds Voorburgwal 270        | 52° 22' 17" NB, 4° 53' 25" OL | 6002   | Meer afbeeldingen                                                                        |
| Pand met gevel onder rechte lijst met consoles                                                                        | Gebouw                                                   | 17e/18e/19e eeuw               |                                   | Nieuwezijds Voorburgwal 272        | 52° 22' 17" NB, 4° 53' 25" OL | 6003   | Meer afbeeldingen                                                                        |
| Pand met pilaster-halsgevel met oeils-de-boeuf                                                                        | Gebouw                                                   | 17e/18e eeuw                   |                                   | Nieuwezijds Voorburgwal 274        | 52° 22' 17" NB, 4° 53' 24" OL | 6004   | Meer afbeeldingen                                                                        |
| Pand met gevel waaronder de huisnaam op een sierstuk                                                                  | Gebouw                                                   | 18e/19e eeuw                   |                                   | Nieuwezijds Voorburgwal 276        | 52° 22' 17" NB, 4° 53' 24" OL | 6005   | Meer afbeeldingen                                                                        |
| Betty Asfalt Complex                                                                                                  | Gebouw                                                   | ca. 1725                       |                                   | Nieuwezijds Voorburgwal 282        | 52° 22' 16" NB, 4° 53' 24" OL | 6006   | Meer afbeeldingen                                                                        |
| Pand met gevel onder rechte lijst met attiek, met fraaie deuromlijsting en snijraam                                   | Woonhuis                                                 | eerste kwart 18e eeuw          |                                   | Nieuwezijds Voorburgwal 284        | 52° 22' 16" NB, 4° 53' 24" OL | 6007   | Meer afbeeldingen                                                                        |
| Pand met halsgevel met gesneden deur                                                                                  | Gebouw                                                   | 18e/19e eeuw                   |                                   | Nieuwezijds Voorburgwal 286        | 52° 22' 15" NB, 4° 53' 24" OL | 6008   | Pand met halsgevel met gesneden deur                                                     |
| Pand met gevel onder gesneden verhoogde lijst                                                                         | Gebouw                                                   | tweede kwart 18e eeuw          |                                   | Nieuwezijds Voorburgwal 288        | 52° 22' 15" NB, 4° 53' 24" OL | 6009   | Meer afbeeldingen                                                                        |
| Pand met gevel onder rechte lijst met consoles                                                                        | Gebouw                                                   | tweede kwart 18e eeuw          |                                   | Nieuwezijds Voorburgwal 290        | 52° 22' 15" NB, 4° 53' 24" OL | 6010   | Meer afbeeldingen                                                                        |
| Pand met gevel onder verhoogde lijst met consoles                                                                     | Gebouw                                                   | tweede kwart 18e eeuw          |                                   | Nieuwezijds Voorburgwal 292        | 52° 22' 15" NB, 4° 53' 23" OL | 6011   | Meer afbeeldingen                                                                        |
| Pand met gevel onder rechte lijst met consoles                                                                        | Gebouw                                                   | tweede kwart 18e eeuw          |                                   | Nieuwezijds Voorburgwal 294        | 52° 22' 15" NB, 4° 53' 23" OL | 6012   | Meer afbeeldingen                                                                        |
| Pand met klokgevel | Gebouw                                                   | 18e eeuw                       |                                   | Nieuwezijds Voorburgwal 296        | 52° 22' 14" NB, 4° 53' 23" OL | 6013   | Meer afbeeldingen                                                                        |
| Pand met klokgevel met gelobde afdekking                                                                              | Gebouw                                                   | derde kwart 18e eeuw           |                                   | Nieuwezijds Voorburgwal 298        | 52° 22' 14" NB, 4° 53' 23" OL | 6014   | Meer afbeeldingen                                                                        |
| Pand met gevel onder cirkelvormig verhoogde lijst                                                                     | Gebouw                                                   | midden 19e eeuw                |                                   | Nieuwezijds Voorburgwal 300        | 52° 22' 14" NB, 4° 53' 23" OL | 6015   | Meer afbeeldingen                                                                        |
| Hoekhuis met gevel, beëindigd door een top met grote trappen                                                          | Gebouw                                                   | derde kwart 19e eeuw           |                                   | Nieuwezijds Voorburgwal 302        | 52° 22' 14" NB, 4° 53' 23" OL | 6016   | Meer afbeeldingen                                                                        |
| Hoekhuis met geknikte gevel onder rollagentop                                                                         | Gebouw                                                   | 17e/18e/19e eeuw               |                                   | Nieuwezijds Voorburgwal 304        | 52° 22' 13" NB, 4° 53' 23" OL | 6017   | Meer afbeeldingen                                                                        |
| Pand dat ten dele woon- en ten dele pakhuis was                                                                       | Gebouw                                                   | 18e eeuw                       |                                   | Nieuwezijds Voorburgwal 306        | 52° 22' 13" NB, 4° 53' 23" OL | 6018   | Meer afbeeldingen                                                                        |
| Pand met halsgevel | Gebouw                                                   | 18e/19e eeuw                   |                                   | Nieuwezijds Voorburgwal 316        | 52° 22' 12" NB, 4° 53' 22" OL | 6019   | Meer afbeeldingen                                                                        |
| Pand met gevel onder rechte lijst                                                                                     | Gebouw                                                   | mogelijk 18e/19e eeuw          |                                   | Nieuwezijds Voorburgwal 318        | 52° 22' 12" NB, 4° 53' 22" OL | 6020   | Meer afbeeldingen                                                                        |
| Pand met gevel onder rechte lijst met consoles                                                                        | Gebouw                                                   | 18e/19e eeuw                   |                                   | Nieuwezijds Voorburgwal 320        | 52° 22' 11" NB, 4° 53' 22" OL | 6021   | Meer afbeeldingen                                                                        |
| Pand met gevel onder rechte triglyfenlijst                                                                            | Gebouw                                                   | eerste kwart 19e eeuw          |                                   | Nieuwezijds Voorburgwal 330        | 52° 22' 10" NB, 4° 53' 21" OL | 6022   | Pand met gevel onder rechte triglyfenlijst                                               |
| Pand met halsgevel | Gebouw                                                   | tweede kwart 18e eeuw          |                                   | Nieuwezijds Voorburgwal 336        | 52° 22' 10" NB, 4° 53' 21" OL | 6023   | Meer afbeeldingen                                                                        |
| Pand met halsgevel | Gebouw                                                   | 1734                           |                                   | Nieuwezijds Voorburgwal 346        | 52° 22' 9" NB, 4° 53' 21" OL  | 6024   | Meer afbeeldingen                                                                        |
| Pand met halsgevel | Gebouw                                                   | 1734                           |                                   | Nieuwezijds Voorburgwal 348        | 52° 22' 8" NB, 4° 53' 21" OL  | 6025   | Meer afbeeldingen                                                                        |
| Telegraafgebouw | Nijverheid                                               | 1928-1930                      |                                   | Nieuwezijds Voorburgwal 225        | 52° 22' 18" NB, 4° 53' 29" OL | 518329 | Meer afbeeldingen                                                                        |
| Pand met gevel onder gesneden rechte lijst                                                                            | Gebouw                                                   | laatste kwart 18e eeuw         |                                   | Nieuwezijds Voorburgwal 165        | 52° 22' 20" NB, 4° 53' 28" OL | 5946   | Meer afbeeldingen                                                                        |
| Pand met gevel onder gesneden rechte lijst met consoles                                                               | Gebouw                                                   | laatste kwart 18e eeuw         |                                   | Nieuwezijds Voorburgwal 167        | 52° 22' 20" NB, 4° 53' 28" OL | 5947   | Meer afbeeldingen                                                                        |
| Pand met gevel onder rechte lijst                                                                                     | Gebouw                                                   | eerste helft 19e eeuw          |                                   | Nieuwezijds Voorburgwal 169        | 52° 22' 20" NB, 4° 53' 28" OL | 5948   | Meer afbeeldingen                                                                        |
| Pand met halsgevel met leeuwen als vleugelstukken                                                                     | Gebouw                                                   | eerste helft 19e eeuw          |                                   | Nieuwezijds Voorburgwal 171        | 52° 22' 19" NB, 4° 53' 28" OL | 5949   | Meer afbeeldingen                                                                        |
| Hoekhuis met halsgevel                                                                                                | Gebouw                                                   | tweede kwart 18e eeuw          |                                   | Nieuwezijds Voorburgwal 173        | 52° 22' 19" NB, 4° 53' 27" OL | 5950   | Meer afbeeldingen                                                                        |
| Hoekhuis met halsgevel                                                                                                | Gebouw                                                   | tweede kwart 18e eeuw          |                                   | Nieuwezijds Voorburgwal 175        | 52° 22' 19" NB, 4° 53' 28" OL | 5951   | Meer afbeeldingen                                                                        |
| Gaaf huis in z.g. Oudhollandse neorenaissancestijl met oorspronkelijke winkelpui en asymmetrisch opgestelde trapgevel | Gebouw                                                   | ca. 1885                       | Adrianus Bleijs                   | Nieuwezijds Voorburgwal 371        | 52° 22' 10" NB, 4° 53' 23" OL | 5955   | Meer afbeeldingen                                                                        |
| Achtervleugel van de R.K.Pastorie, Begijnhof. Dwarshuis in z.g. Oudhollandse neorenaissancestijl                      | Gebouw                                                   | ca. 1885                       | Adrianus Bleijs                   | Nieuwezijds Voorburgwal 373        | 52° 22' 10" NB, 4° 53' 22" OL | 5956   | Meer afbeeldingen                                                                        |
| Pand met asymmetrische trapgevel in z.g. Oudhollandse neorenaissancestijl.                                            | Gebouw                                                   | ca. 1885                       | Adrianus Bleijs                   | Nieuwezijds Voorburgwal 381        | 52° 22' 9" NB, 4° 53' 22" OL  | 5957   | Meer afbeeldingen                                                                        |